# Saint-Honoré-les-Bains
Saint-Honoré-les-Bains is een gemeente in het Franse departement Nièvre (regio Bourgogne-Franche-Comté) en telt 841 inwoners (2009). De plaats maakt deel uit van het arrondissement Château-Chinon (Ville).

## Geografie
De oppervlakte van Saint-Honoré-les-Bains bedraagt 25,1 km², de bevolkingsdichtheid is 33,5 inwoners per km².
De onderstaande kaart toont de ligging van Saint-Honoré-les-Bains met de belangrijkste infrastructuur en aangrenzende gemeenten.

## Demografie
Onderstaande figuur toont het verloop van het inwonertal (bron: INSEE-tellingen).